# Fissidens saprophilus
Fissidens saprophilus är en bladmossart som beskrevs av Brotherus 1900. Fissidens saprophilus ingår i släktet fickmossor, och familjen Fissidentaceae. Inga underarter finns listade i Catalogue of Life.